# Tezpur
Tezpur (en asamés:তেজপুৰ ) es una ciudad, centro administrativo y municipio del distrito de Sonitpur en Assam en el noreste de la India. Tezpur es una ciudad antigua en las orillas del río Brahmaputra y es la más grande de las ciudades en la orilla del río al norte con una población que excede 100,000 habitantes. Está situada a 175 km al noreste de Guwahati.